# Mesenzana
Mesenzana – miejscowość i gmina we Włoszech, w regionie Lombardia, w prowincji Varese.
Według danych na rok 2004 gminę zamieszkiwało 1231 osób, 307,8 os./km².